# Distrikt Sironko
Sironko ist ein Distrikt in Ostuganda. Die Hauptstadt des Distrikts ist Sironko.

## Lage
Der Distrikt Sironko grenzt im Norden an den Distrikt Bulambuli, im Nordosten an die Distrikt Kapchorwa und Kween, im Osten an Kenia, im Südosten an den Distrikt Bududa, im Südwesten an den Distrikt Mbale und im Westen an den Distrikt Bukedea.

## Demografie
Die Bevölkerungszahl wird für 2020 auf 274.300 geschätzt. Davon lebten im selben Jahr 14 Prozent in städtischen Regionen und 86 Prozent in ländlichen Regionen.
| Zensusjahr | Einwohnerzahl |
| ---------- | ------------- |
| 1994       | 147.729       |
| 2002       | 185.819       |
| 2014       | 242.421       |

## Wirtschaft
Die Haupttätigkeit ist die Landwirtschaft mit Schwerpunkt auf Nahrungspflanzen wie Bohnen, Erdnüssen, Sorghum, Hirse, Maniok, Kartoffeln und Süßkartoffeln. Kaffee und Baumwolle sind die wichtigsten Cash Crops. Zu den im Distrikt angebauten Früchten und Gemüsen zählen Passionsfrucht, Tomaten, Zwiebeln und Kohl.